# São Paulo das Missões
São Paulo das Missões là một đô thị thuộc bang Rio Grande do Sul, Brasil. Đô thị này có diện tích 223,886 km², dân số năm 2007 là 6690 người, mật độ 29,88 người/km².